# Alichanlu
Alichanlu (pers. علي خانلو) – wieś w Iranie, w ostanie Azerbejdżan Wschodni. W 2006 roku liczyła 208 mieszkańców w 36 rodzinach.